# Loiré
Loiré település Franciaországban, Maine-et-Loire megyében. Lakosainak száma 884 fő (2022. január 1.). Loiré Angrie, Challain-la-Potherie, Chazé-sur-Argos, Segré-en-Anjou Bleu és Ombrée d’Anjou községekkel határos.

## Népesség
A település népességének változása:
| Lakosok száma | 970  | 852  | 747  | 765  | 896  | 862  | 864  | 876  | 882  | 884  |
|               | 1968 | 1982 | 1990 | 2006 | 2013 | 2015 | 2017 | 2019 | 2020 | 2022 |